# Richmond East (circonscription britanno-colombienne)
Pour les articles homonymes, voir Richmond.
Circonscription électorale provinciale du Canada
Richmond East est une ancienne circonscription provinciale de la Colombie-Britannique représentée à l'Assemblée législative de la Colombie-Britannique de 1991 à 2017.

## Géographie
La circonscription représentait une partie de la ville de Richmond dans le district régional du Grand Vancouver.

## Liste des députés
| Législature                                         | Années        | Député        | Député        | Parti         |
| Richmond East                                       | Richmond East | Richmond East | Richmond East | Richmond East |
| --------------------------------------------------- | ------------- | ------------- | ------------- | ------------- |
| 35e                                                 | 1991–1996     |               | Linda Reid    | Libéral       |
| 36e                                                 | 1996–2001     |               | Linda Reid    | Libéral       |
| 37e                                                 | 2001–2005     |               | Linda Reid    | Libéral       |
| 38e                                                 | 2005–2009     |               | Linda Reid    | Libéral       |
| 39e                                                 | 2009–2013     |               | Linda Reid    | Libéral       |
| 40e                                                 | 2013–2017     |               | Linda Reid    | Libéral       |
| Circonscription abolie, voir Richmond-Queensborough |               |               |               |               |